# Otto Georg zu Münster-Langelage
Graf Otto Georg zu Münster-Langelage (* 18. November 1825 in Schandau; † 9. Februar 1893 in Blasewitz) war ein sächsischer Beamter und deutscher Politiker. Er war von 1871 bis 1874 Mitglied des Reichstages für die Liberale Reichspartei und von 1876 bis 1887 Kreishauptmann der Kreishauptmannschaft Leipzig.

## Leben
Er wurde als zweiter Sohn des Königlich Sächsischen Kammerherrn und Kreisoberforstmeisters Hermann Adolf Ernst Graf zu Münster, Freiherr von Oer (1779–1838) und dessen Frau Marianne Charlotte von Metzsch-Reichenbach (1797–1869) geboren. Er hatte drei Brüder. Graf zu Münster wurde 1847 Angehöriger der Leipziger Corps Guestphalia I und Misnia III. Am 6. November 1866 heiratete er in Störmthal Mathilde Walpurgis Amalie von Watzdorf (* 1840), mit der er vier Kinder hatte.
Graf zu Münster war Amtshauptmann der Amtshauptmannschaft Rochlitz und der Amtshauptmannschaft Plauen. 1871 wurde er für den Wahlkreis Sachsen 23 (Plauen) in den Deutschen Reichstag gewählt, dem er bis 1874 angehörte. Er war Vorstandsmitglied der im März 1871 gegründeten Liberalen Reichspartei (LRP).
Nach einer nur wenige Monate dauernden Amtszeit als Kreishauptmann von Zwickau wurde er im Oktober 1876 in Nachfolge von Léonçe Freiherr von Könneritz (1835–1890) Kreishauptmann von Leipzig. Als Königlich Sächsischer Wirklicher Geheimer Rat und Hausmarschall war er von 1876 bis 1887 in diesem Amt. Zugleich war er königlicher Regierungsbevollmächtigter bei der Universität Leipzig. Im Dezember 1876 wurde er ins Direktorium der Gewandhausconcerte zu Leipzig gewählt. Bei seinem Ausscheiden aus dem Amt des Kreishauptmanns wurde er zum Ehrenbürger der Stadt Leipzig ernannt. 1887 erhielt er von der Universität Leipzig den Ehrendoktortitel.
Zwei heutige Straßen im Leipziger Stadtteil Reudnitz waren ursprünglich nach Otto Graf zu Münster, Freiherrn von Oer benannt: die seit 1887 bestehende »Münsterstraße« wurde im Jahr 1891 in die »Obere Münsterstraße« (heute: Albert-Schweitzer-Straße) und die »Untere Münsterstraße« (später: »Gelbkestraße«, heute: Kippenbergstraße) geteilt.